# Artur Olech
Pour les articles homonymes, voir Olech.
Artur Olech est un boxeur polonais né le 22 juin 1940 à Lviv (RSS d'Ukraine) et mort le 12 août 2010 à Wrocław (Pologne).

## Carrière
Artur Olech participe aux Jeux olympiques de Tokyo en 1964 en catégorie poids mouches et y remporte la médaille d'argent, battu par l'Italien Fernando Atzori. Il réitère cette performance lors des Jeux olympiques de Mexico en 1968. Le Polonais remporte ensuite une médaille de bronze continentale en catégorie poids mouches lors des championnats d'Europe de boxe amateur 1969 à Bucarest.

## Référence
1. ↑  (pl) « Artur Olech nie żyje », sur se.pl, 13 août 2010 (consulté le 19 août 2010).